# Musikjahr 2001
Liste der Musikjahre

◄◄ | ◄ | 1997 | 1998 | 1999 | 2000 | Musikjahr 2001 | 2002 | 2003 | 2004 | 2005 | ► | ►►

Weitere Ereignisse · Country-Musik
Dieser Artikel behandelt das Musikjahr 2001.

## Ereignisse

### Populäre Musik und Jazz
- 09. Januar: Destiny’s Child veröffentlicht ihre erfolgreiche Single "Independent Women Part I".
- 21. Februar: The Strokes veröffentlichen ihre Debütsingle "Last Nite", die den Beginn der Garage-Rock-Revival-Bewegung markiert.
- 21. Februar: Bei den 43. Grammy Awards erhält U2 drei Preise, darunter das Album des Jahres für All That You Can't Leave Behind.
- 05. März: Das aus dem Album Runter mit den Spendierhosen, Unsichtbarer! ausgekoppelte Lied Yoko Ono der Ärzte erscheint – das Video hierzu gilt als kürzestes je veröffentlichtes Musikvideo.
- 13. März: Gorillaz veröffentlichen ihr selbstbetiteltes Debütalbum Gorillaz, das kommerziellen Erfolg und Kritikerlob erhält.
- 23. April: Destiny’s Child veröffentlichen ihr drittes Studioalbum Survivor, das weltweit große Erfolge erzielt.
- 12. Mai: Der Eurovision Song Contest 2001 findet in Kopenhagen, Dänemark, statt. Tanel Padar, Dave Benton und 2XL aus Estland gewinnen mit dem Song "Everybody".
- 05. Juni: Christina Aguilera, Lil’ Kim, Mýa und Pink veröffentlichen "Lady Marmalade" als Teil des Soundtracks für den Film Moulin Rouge!.
- 15. Juni: Die britische Synthie-Pop-/Synth-Rock-Band Depeche Mode startet in Montréal ihre Exciter Tour. Die Tournee endet nach 81 Konzerten am 5. November 2001 in Mannheim.
- 24. Juli: Mariah Carey veröffentlicht ihr achtes Studioalbum Glitter, das trotz negativer Kritiken kommerziell erfolgreich ist.
- 25. August: Die Sängerin Aaliyah kommt bei einem Flugzeugabsturz auf den Bahamas ums Leben.
- 11. September: Die Terroranschläge am 11. September führen zu zahlreichen Absagen und Verschiebungen von Musikevents und Veröffentlichungen.
- 23. Oktober: Michael Jackson veröffentlicht sein zehntes und letztes Studioalbum Invincible.
- 21. September: Nickelback veröffentlicht ihr Album Silver Side Up, das große Erfolge feiert.
- 20. November: Britney Spears veröffentlicht ihr drittes Studioalbum Britney, das kommerziell erfolgreich ist.
- 27. November: Alicia Keys veröffentlicht ihr Debütalbum Songs in A Minor, das weltweit großen Erfolg hat.
- 08. Dezember: U2 beenden ihre Elevation Tour, die eines der erfolgreichsten Konzerte des Jahres war.

### Klassische Musik und Musiktheater
- 19. Januar: Uraufführung des Musicals Romeo und Julia im Palais des congrès de Paris in Paris.
- 19. April: Uraufführung des Musicals The Producers von Mel Brooks am St. James Theatre in New York.
- 05. Mai: Uraufführung der Oper Wallenberg von Erkki-Sven Tüür an der Oper Dortmund.
- 23. Juni: Uraufführung der Oper Moses von Myroslaw Skoryk an der Nationaloper Lwiw.
- 05. September: Mit mehr als einjähriger Verspätung beginnt die Aufführung des Musikstücks As slow as possible von John Cage in Halberstadt mit einer Gesamtspieldauer von 639 Jahren.
- 06. Oktober: Uraufführung der Oper Nathans Tod von Jan Müller-Wieland am Theater Görlitz.
- 15. November: Das Orchesterwerk Jagden und Formen von Wolfgang Rihm wird in Basel uraufgeführt, gespielt vom Ensemble Modern unter Leitung von Dominique My.
- 23. November: Uraufführung des Musicals Vom Geist der Weihnacht von Dirk Michael Steffan am Metronom Theater in Oberhausen.

### Sonstiges
- Beatrix Borchard gründet an der Universität der Künste Berlin das Online-Lexikon und die Forschungsplattform Musik und Gender im Internet.

## Musikcharts

### Deutschland
| Singles                                    | Position | Alben                                    |
| ------------------------------------------ | -------- | ---------------------------------------- |
|                                            |          |                                          |
| Daylight in Your Eyes No Angels            | 1        | Elle’ments No Angels                     |
| Only Time Enya                             | 2        | No Angel Dido                            |
| Played-A-Live (The Bongo Song) Safri Duo   | 3        | Mutter Rammstein                         |
| Can’t Get You Out of My Head Kylie Minogue | 4        | Hybrid Theory Linkin Park                |
| Butterfly Crazy Town                       | 5        | A Day Without Rain Enya                  |
| Whole Again Atomic Kitten                  | 6        | 1 The Beatles                            |
| Teenage Dirtbag Wheatus                    | 7        | Sing When You’re Winning Robbie Williams |
| Follow Me Uncle Kracker                    | 8        | J.Lo Jennifer Lopez                      |
| Angel Shaggy feat. Rayvon                  | 9        | Hits PUR – 20 Jahre eine Band Pur        |
| Country Roads Hermes House Band            | 10       | Hot Shot Shaggy                          |

Die längsten Nummer-eins-Singles
Lieder, die die meiste Zeit während eines anderen Jahres auf Platz 1 der Charts verbrachten, werden hier nicht aufgeführt.
1. No Angels – Daylight in Your Eyes; Crazy Town – Butterfly; Atomic Kitten – Whole Again; Enya – Only Time (jeweils 6 Wochen)
2. No Angels – There Must Be an Angel (Playing with My Heart) (5 Wochen)
3. Christian – Es ist geil ein Arschloch zu sein; Shaggy feat. Rayvon – Angel (jeweils 4 Wochen)

Die längsten Nummer-eins-Alben
Alben, die die meiste Zeit während eines anderen Jahres auf Platz 1 der Charts verbrachten, werden hier nicht aufgeführt.
1. The Beatles – 1; Rammstein – Mutter (jeweils 6 Wochen)
2. Shaggy – Hot Shot; Schiller – Weltreise; Pur – Hits PUR – 20 Jahre eine Band; Robbie Williams – Swing When You’re Winning (jeweils 4 Wochen)
3. Jennifer Lopez – J.Lo; Peter Maffay – Heute vor dreißig Jahren;	No Angels – Elle’ments; Enya – A Day Without Rain (jeweils 3 Wochen)

Alle Nummer-eins-Hits und die Hits des Jahres

### Österreich
| Singles                                    | Position | Alben                                                                                 |
| ------------------------------------------ | -------- | ------------------------------------------------------------------------------------- |
|                                            |          |                                                                                       |
| Can’t Get You Out of My Head Kylie Minogue | 1        | 1 The Beatles                                                                         |
| Super Gigi D’Agostino & Albertino          | 2        | Swing When You’re Winning Robbie Williams                                             |
| Daylight in Your Eyes No Angels            | 3        | Männersache Rainhard Fendrich                                                         |
| Teenage Dirtbag Wheatus                    | 4        | A Day Without Rain Enya                                                               |
| Angel Shaggy feat. Rayvon                  | 5        | Elle’ments No Angels                                                                  |
| Stan Eminem feat. Dido                     | 6        | Hybrid Theory Linkin Park                                                             |
| Whole Again Atomic Kitten                  | 7        | The Marshall Mathers LP Eminem                                                        |
| Follow Me Uncle Kracker                    | 8        | Neujahrskonzert 2001 Die Wiener Philharmoniker unter Leitung von Nikolaus Harnoncourt |
| Only Time Enya                             | 9        | No Angel Dido                                                                         |
| Butterfly Crazy Town                       | 10       | Gorillaz                                                                              |

Die längsten Nummer-eins-Singles
Lieder, die die meiste Zeit während eines anderen Jahres auf Platz 1 der Charts verbrachten, werden hier nicht aufgeführt.
1. Shaggy feat. Rayvon – Angel; Kylie Minogue – Can’t Get You Out of My Head (jeweils 8 Wochen)
2. No Angels – There Must Be an Angel (Playing with My Heart) (6 Wochen)
3. Wheatus – Teenage Dirtbag (5 Wochen)

Die längsten Nummer-eins-Alben
Alben, die die meiste Zeit während eines anderen Jahres auf Platz 1 der Charts verbrachten, werden hier nicht aufgeführt.
1. Rainhard Fendrich – Männersache (10 Wochen)
2. Eminem – The Marshall Mathers LP (5 Wochen)
3. No Angels – Elle’ments; Robbie Williams – Swing When You’re Winning (jeweils 4 Wochen)

Alle Nummer-eins-Hits und die Hits des Jahres

### Schweiz
| Singles                                                 | Position | Alben                                 |
| ------------------------------------------------------- | -------- | ------------------------------------- |
|                                                         |          |                                       |
| Can’t Get You Out of My Head Kylie Minogue              | 1        | Homerun Gotthard                      |
| Played-A-Live (The Bongo Song) Safri Duo                | 2        | Gölä III Gölä                         |
| Stan Eminem feat. Dido                                  | 3        | Próxima Estación: Esperanza Manu Chao |
| Angel Shaggy feat. Rayvon                               | 4        | No Angel Dido                         |
| Lady Marmalade Christina Aguilera, Mýa, Lil’ Kim & Pink | 5        | Shake Zucchero                        |
| Let Me Blow Ya Mind Eve feat. Gwen Stefani              | 6        | A Day Without Rain Enya               |
| Butterfly Crazy Town                                    | 7        | Not That Kind Anastacia               |
| Only Time Enya                                          | 8        | J.Lo Jennifer Lopez                   |
| Family Affair Mary J. Blige                             | 9        | Elle’ments No Angels                  |
| Fallin’ Alicia Keys                                     | 10       | 1 The Beatles                         |

Die längsten Nummer-eins-Singles
Lieder, die die meiste Zeit während eines anderen Jahres auf Platz 1 der Charts verbrachten, werden hier nicht aufgeführt.
1. Eminem feat. Dido – Stan; Christina Aguilera, Lil’ Kim, Mýa, Pink & Missy Elliott – Lady Marmalade (jeweils 7 Wochen)
2. No Angels – Daylight in Your Eyes; Crazy Town – Butterfly (jeweils 6 Wochen)
3. Safri Duo – Played-A-Live (The Bongo Song); Eve feat. Gwen Stefani – Let Me Blow Ya Mind (jeweils 5 Wochen)

Die längsten Nummer-eins-Alben
Alben, die die meiste Zeit während eines anderen Jahres auf Platz 1 der Charts verbrachten, werden hier nicht aufgeführt.
1. Manu Chao – Próxima Estación: Esperanza (12 Wochen)
2. Gotthard – Homerun (6 Wochen)
3. The Beatles – 1 (5 Wochen)

Alle Nummer-eins-Hits und die Hits des Jahres

### Vereinigtes Königreich
| Singles                                           | Position | Alben                                                   |
| ------------------------------------------------- | -------- | ------------------------------------------------------- |
|                                                   |          |                                                         |
| It Wasn’t Me Shaggy feat. Ricardo 'RikRok' Ducent | 1        | No Angel Dido                                           |
| Pure and Simple Hear’Say                          | 2        | Swing When You’re Winning Robbie Williams               |
| Can’t Get You Out of My Head Kylie Minogue        | 3        | White Ladder David Gray                                 |
| Whole Again Atomic Kitten                         | 4        | Just Enough Education to Perform Stereophonics          |
| Hey Baby (Uhh, Ahh) DJ Ötzi                       | 5        | Dreams Can Come True – Greatest Hits Volume 1 Gabrielle |
| Uptown Girl Westlife                              | 6        | Gold - The Greatest Hits Steps                          |
| Don’t Stop Movin’ S Club 7                        | 7        | The Invisible Band Travis                               |
| Angel Shaggy feat. Rayvon                         | 8        | Songbird Eva Cassidy                                    |
| Teenage Dirtbag Wheatus                           | 9        | Survivor Destiny’s Child                                |
| Because I Got High Afroman                        | 10       | Fever Kylie Minogue                                     |

Die längsten Nummer-eins-Singles
Lieder, die die meiste Zeit während eines anderen Jahres auf Platz 1 der Charts verbrachten, werden hier nicht aufgeführt.
1. Atomic Kitten – Whole Again; Kylie Minogue – Can’t Get You Out of My Head (jeweils 4 Wochen)
2. Hear’Say – Pure and Simple; Shaggy feat. Rayvon – Angel; Afroman – Because I Got High (jeweils 3 Wochen)

Alle weiteren Lieder waren entweder eine oder zwei Wochen auf Platz 1 gelistet.
Die längsten Nummer-eins-Alben
Alben, die die meiste Zeit während eines anderen Jahres auf Platz 1 der Charts verbrachten, werden hier nicht aufgeführt.
1. Dido – No Angel (7 Wochen)
2. Robbie Williams – Swing When You’re Winning (5 Wochen)
3. Destiny’s Child – Survivor; Travis – The Invisible Band (jeweils 4 Wochen)

Alle Nummer-eins-Hits und die Hits des Jahres

### Vereinigte Staaten
| Singles                                              | Position | Alben                                                         |
| ---------------------------------------------------- | -------- | ------------------------------------------------------------- |
|                                                      |          |                                                               |
| Hanging by a Moment Lifehouse                        | 1        | 1 The Beatles                                                 |
| Fallin’ Alicia Keys                                  | 2        | Hotshot Shaggy                                                |
| All for You Janet Jackson                            | 3        | Black & Blue Backstreet Boys                                  |
| Drops of Jupiter (Tell Me) Train                     | 4        | Now That’s What I Call Music! 6 Various Artists               |
| I’m Real (Murder Remix) Jennifer Lopez feat. Ja Rule | 5        | Chocolate Starfish and the Hot Dog Flavored Water Limp Bizkit |
| If You’re Gone Matchbox Twenty                       | 6        | Hybrid Theory Linkin Park                                     |
| Let Me Blow Ya Mind Eve feat. Gwen Stefani           | 7        | Break the Cycle Staind                                        |
| Thank You Dido                                       | 8        | A Day Without Rain Enya                                       |
| Again Lenny Kravitz                                  | 9        | Celebrity *NSYNC                                              |
| Independent Women Destiny’s Child                    | 10       | Country Grammar Nelly                                         |

Die längsten Nummer-eins-Singles
Lieder, die die meiste Zeit während eines anderen Jahres auf Platz 1 der Charts verbrachten, werden hier nicht aufgeführt.
1. Janet Jackson – All for You (7 Wochen)
2. Alicia Keys – Fallin’; Mary J. Blige – Family Affair (jeweils 6 Wochen)
3. Destiny’s Child – Independent Women Part I; Christina Aguilera, Lil’ Kim, Mýa, Pink & Missy Elliott – Lady Marmalade; Jennifer Lopez feat. Ja Rule – I’m Real (Murder Remix) (jeweils 5 Wochen)

Die längsten Nummer-eins-Alben
Alben, die die meiste Zeit während eines anderen Jahres auf Platz 1 der Charts verbrachten, werden hier nicht aufgeführt.
1. Shaggy – Hot Shot; The Beatles – 1 (jeweils 6 Wochen)
2. Various Artists – Now That’s What I Call Music! 6; Staind – Break the Cycle; Various Artists – Now That’s What I Call Music! 7; Jay-Z – The Blueprint; Creed – Weathered (jeweils 3 Wochen)

Alle weiteren Alben waren entweder eine oder zwei Wochen auf Platz 1 gelistet.
Alle Nummer-eins-Hits und die Hits des Jahres

### Charts in weiteren Ländern
Siehe auch: Nummer-eins-Hits 2001 in  Australien, Belgien, Dänemark, Deutschland, Finnland, Frankreich, Griechenland, Irland, Italien, Japan, Kanada, Neuseeland, den Niederlanden, Norwegen, Österreich, Polen, Portugal, Rumänien, Schweden, der Schweiz, Singapur, Spanien, Ungarn, den Vereinigten Staaten und im Vereinigten Königreich.

## Musikpreise und Ehrungen
- Grammy Awards 2001: U2, Steely Dan, Eminem u. a.
- MTV Video Music Awards 2001: Limp Bizkit, Christina Aguilera, Nelly u. a.

### Musikwettbewerbe
Eurovision Song Contest
1. Tanel Padar, Dave Benton und 2XL: Everybody
2. Rollo & King: Never Ever Let You Go
3. Antique: I Would Die for You
4. Natasha Saint-Pier: Je n’ai que mon âme
5. Friends: Listen to Your Heartbeat

## Musikfestivals und -tourneen
- Backstreet Boys – Black & Blue Tour
- Madonna – Drowned World Tour
- NSYNC – PopOdyssey Tour
- Prince – Hit-N-Run-Tour 2001
- U2 – Elevation Tour
- Yes – Magnification Tour

## Ersterscheinungen
- Operapoint – deutschsprachige Zeitschrift für Aufführungsrezensionen, Künstlerinterviews und Kommentare zum Kulturgeschehen

## Gründungen
- Antitainment – deutsche Hardcore-Band aus Bad Vilbel
- Brassland Records – US-amerikanisches Musiklabel aus New York City
- Bro’Sis – deutsche R&B- und Popband
- Distorzija uma – kroatische Hard-Rock- und Heavy-Metal-Band aus Split
- Duo NIHZ – niederländisch-deutsches Musikensemble
- Eye to Eye – britisch-amerikanisches Popduo (Reunion)
- La-33 – kolumbianische Salsa-Band aus Bogotá
- Parmalee – US-amerikanische Countryrockband aus North Carolina
- Pi Recordings – US-amerikanisches Jazzlabel
- The Alibi Sisters – ukrainisches Vokalduo, gegründet als Alibi.
- Tokio Hotel – deutsche Band aus Magdeburg
- Vox Nostra – deutsches Vokalensemble aus Berlin

## Trends und Entwicklungen

### Genres und Stilrichtungen
- Pop: Dominanz von Künstlern wie Britney Spears, NSYNC, Destiny’s Child.
- Hip-Hop und R&B: Große Erfolge von Alicia Keys, Mary J. Blige, Jay-Z.
- Alternative und Rock: Aufstieg von Bands wie The Strokes, Nickelback, Gorillaz.

### Technologische Entwicklungen
- Digitalisierung: Steigende Bedeutung von digitalen Musikformaten und ersten Musik-Downloads.
- Musikvideos: Fortgesetzte Relevanz von Musikvideos als zentrales Medium der Musikpromotion, besonders auf MTV.

### Bekannte Künstler und Bands
- Britney Spears – Mit Britney
- Alicia Keys – Mit Songs in A Minor
- Michael Jackson – Mit Invincible
- Destiny’s Child – Mit Survivor
- Gorillaz – Mit ihrem Debütalbum

## Neuveröffentlichungen (Auswahl)

### Lieder und Kompositionen
| Lied                      | Text | Musik | Erstinterpret                           | Label                                              | Veröffentlichung   | Genre                                   | Album                                               | Weitere Informationen |
| ------------------------- | --- | --- | --------------------------------------- | -------------------------------------------------- | ------------------ | --------------------------------------- | --------------------------------------------------- | --- |
| 911                       | Gorillaz, D12 | Gorillaz, D12 | Gorillaz & D12 feat. Terry Hall         |                                                    | 7. Dezember 2001   | Hip-Hop, Conscious Rap                  | Bad Company (Soundtrack)                            | |
| Aerials                   | Daron Malakian, Serj Tankian | Daron Malakian, Serj Tankian | System of a Down                        | American Recordings, Columbia                      | 27. August 2001    | Alternative Metal, Nu Metal             | Toxicity                                            | |
| Alive                     | P.O.D. | P.O.D. | P.O.D.                                  | Atlantic Records                                   | 4. Juli 2001       | Nu Metal, Alternative Rock              | Satellite                                           | |
| Anata ni                  | Kiyosaku Uezo | Mongol800 | Mongol800                               | High Wave, Tissue Freak Records                    | 16. September 2001 | Punk                                    | Message                                             | |
| Chiisana Koi no Uta       | Kiyosaku Uezo | Mongol800 | Mongol800                               | High Wave, Tissue Freak Records                    | 16. September 2001 | Punk                                    | Message                                             | |
| Doctor Online             | Kim Ljung | Kim Ljung | Zeromancer                              | EastWest                                           | 3. September 2001  | Synth-Rock                              | Eurotrash                                           | |
| Fallin’                   | | | Alicia Keys                             |                                                    |                    |                                         |                                                     | |
| Family Affair             | Mary J. Blige, Melvin Bradford, Mike Elizondo, Camara Kambon, Asiah Lewis, Luchana N. Lodge, Louis Pierre, Bruce Wallenstein, André Young | Mary J. Blige, Melvin Bradford, Mike Elizondo, Camara Kambon, Asiah Lewis, Luchana N. Lodge, Louis Pierre, Bruce Wallenstein, André Young | Mary J. Blige                           |                                                    | 17. Juli 2001      | Hip-Hop, R&B                            | No More Drama                                       | |
| Freedom                   | Paul McCartney | Paul McCartney | Paul McCartney                          | Parlophone/EMI (Europa), Capitol Records (USA)     | 12. November 2001  | Pop                                     | Driving Rain                                        | |
| From a Lover to a Friend  | Paul McCartney | Paul McCartney | Paul McCartney                          | Parlophone/EMI (Europa), Capitol Records (USA)     | 29. Oktober 2001   | Pop                                     | Driving Rain                                        | |
| Hedwig’s Theme            | | John Williams |                                         | Warner Sunset, Nonesuch Records & Atlantic Records | 30. Oktober 2001   | Filmmusik                               | Soundtrack zu Harry Potter und der Stein der Weisen | Das Orchesterstück ist das Hauptthema für die Harry-Potter-Filmreihe, die auf der gleichnamigen Fantasy-Romanreihe der Autorin Joanne K. Rowling basiert. |
| Hey Baby                  | Gwen Stefani, Tony Kanal, Tom Dumont, Rodney Price                                                                                        | Gwen Stefani, Tony Kanal, Tom Dumont, Rodney Price                                                                                        | No Doubt feat. Bounty Killer            | Interscope Records                                 | 29. Oktober 2001   | Dancehall, Pop                          | Rock Steady                                         | |
| How You Remind Me         | Chad Kroeger | Rick Parashar, Nickelback | Nickelback                              | Roadrunner Records                                 | 10. September 2001 | Alternative Rock, Post-Grunge, Nu Metal | Silver Side Up                                      | |
| I’m in Heaven             | | | ATC                                     | BMG                                                | 21. Juli 2001      | Pop, Elektronische Tanzmusik, Eurodance | Touch the Sky                                       | |
| Im Osten                  | Kai Niemann | Kai Niemann | Kai Niemann                             | Berlin Records                                     | 12. Februar 2001   | Pop                                     | Die Welt ist ein Irrenhaus                          | |
| Kleine Stadt              | Hannes Wader | Phil Coulter | Hannes Wader                            | Pläne – Aris                                       | 2001               | Liedermacher                            | Wünsche                                             | Auf Basis des Liedes The Town I Loved So Well |
| L’amour toujours          | Luigino Di Agostino, Diego Leoni, Carlos Montagner, Paolo Sandrini                                                                        | Luigino Di Agostino, Diego Leoni, Carlos Montagner, Paolo Sandrini                                                                        | Gigi D’Agostino                         | ZYX Music, Media Records, NoiseMaker               | 8. Oktober 2001    | Elektronische Tanzmusik, Eurodance      | L’amour toujours                                    | |
| Lady Marmalade            | | | Christina Aguilera, Lil’ Kim, Mýa, Pink |                                                    |                    |                                         |                                                     | |
| Sexy                      | Karsten Dreyer, Torsten Dreyer | Karsten Dreyer, Torsten Dreyer | French Affair                           | Universal Music                                    | Februar 2001       | Euro House                              | Desire                                              | |
| Survivor                  | Anthony Dent, Beyoncé Knowles, Mathew Knowles                                                                                             | Anthony Dent, Beyoncé Knowles, Mathew Knowles                                                                                             | Destiny’s Child                         | Columbia                                           | 13. Februar 2001   | Contemporary R&B, Dance-Pop, Hip-Hop    | Survivor                                            | |
| There You’ll Be           | Diane Warren | Diane Warren | Faith Hill                              |                                                    | 2001               | Filmsong                                |                                                     | Filmsong aus dem Film Pearl Harbor. Das Lied wurde unter anderem 2002 für den Oscar als bester Filmsong nominiert.                                        |
| Toxicity                  | Daron Malakian, Serj Tankian, Shavo Odadjian                                                                                              | Daron Malakian, Serj Tankian, Shavo Odadjian                                                                                              | System of a Down                        | American Recordings, Columbia                      | 27. August 2001    | Alternative Metal, Nu Metal             | Toxicity                                            | |
| Until                     | Sting | Sting | Sting                                   |                                                    | 2001               | Filmsong                                |                                                     | Das Lied wurde bei den Golden Globe Awards 2002 als bester Filmsong ausgezeichnet und war 2002 für den Oscar als bester Filmsong nominiert.               |
| Wenn das Liebe ist        | Martin Haas, Moses Pelham | Martin Haas, Moses Pelham | Glashaus                                | Pelham Power Productions                           | 19. Februar 2001   | Contemporary R&B, Soul                  | Glashaus                                            | |
| Wenn wir das Leben teilen | Hans Florenz | Michael Wackenheim |                                         |                                                    | 2001               | Neues Geistliches Lied                  |                                                     | Offertorium |
| White and Alive           | Stefano „The Jeyênne“ Giachetta | Stefano „The Jeyênne“ Giachetta | XPQ-21                                  | Dying Culture                                      | 2001               | Electroclash, Electro                   | Chi                                                 | |
| Wir sehen uns wieder      | Marcus Brosch, Ole Feddersen, Philipp Grütering, Henrik Menzel, Malte Pittner                                                             | Marcus Brosch, Henrik Menzel | Ole feat. Paule, Philipp & Malte        | Ariola                                             | 2001               | Deutscher Hip-Hop                       | OleSoul                                             | |

### Alben
| Album                               | Interpret                             | Label                               | Veröffentlichung   | Genre                                                           | Weitere Informationen |
| ----------------------------------- | ------------------------------------- | ----------------------------------- | ------------------ | --------------------------------------------------------------- | --------------------- |
| America                             | Modern Talking                        | BMG, Hansa Records                  | 19. März 2001      | Synthiepop, Europop                                             |                       |
| Basics                              | Paul Bley                             | Justin Time Records                 | 30. Januar 2001    | Jazz                                                            |                       |
| Britney                             | Britney Spears                        | Jive Records                        | 6. November 2001   | Pop, Dance, R&B                                                 |                       |
| Brooklyn 2000                       | Jay Clayton                           | Sunnyside Records                   | 26. Juni 2001      | Jazz                                                            |                       |
| Down to Earth                       | Ozzy Osbourne                         | Epic Records                        | 16. Oktober 2001   | Heavy Metal                                                     |                       |
| Dragontown                          | Alice Cooper                          | Spitfire Records                    | 18. September 2001 | Hard Rock, Nu Metal                                             |                       |
| Exciter                             | Depeche Mode                          | Mute Records                        | 14. Mai 2001       | Synthie-Pop, Alternative Rock, Synth Rock                       |                       |
| Field Commander Cohen: Tour of 1979 | Leonard Cohen                         |                                     | 2001               | Folk, Rock                                                      |                       |
| First Encounter                     | Howard Riley und Keith Tippett        | Jazzprint                           | 2001               | Jazz, Neue Improvisationsmusik                                  |                       |
| Get Ready                           | New Order                             | London Records                      | 3. September 2001  | Alternative Pop, Synth Rock                                     |                       |
| GHV2                                | Madonna                               | Maverick Records, Warner Bros.      | 12. November 2001  | Pop, Dance                                                      | Kompilation           |
| Girltalk                            | Caterina Valente und Catherine Michel | Nagel-Heyer Records                 | 2001               | Pop                                                             |                       |
| God Hates Us All                    | Slayer                                | American Recordings                 | 11. September 2001 | Thrash Metal, Groove Metal, Nu Metal                            |                       |
| Golden Signs                        | Voice                                 | AFM Records                         | 18. Juni 2001      | Power Metal                                                     |                       |
| Gorillaz                            | Gorillaz                              | Parlophone, Virgin                  | 26. März 2001      | Alternative Rock, Alternative Hip-Hop, Electronica, Trip-Hop    |                       |
| Invincible                          | Michael Jackson                       | Epic Records                        | 29. Oktober 2001   | Contemporary R&B, Pop, Funk, Soul                               |                       |
| It Might as Well Be Spring          | Larry McKenna                         | Dreambox Media                      | 2001               | Jazz                                                            |                       |
| Jagdheim                            | Bergthron                             | Perverted Taste                     | 22. August 2001    | Pagan Metal, Black Metal                                        |                       |
| Journal Violone 9                   | Barre Phillips                        | Émouvance                           | 2001               | Neue Improvisationsmusik                                        |                       |
| Live in New York City               | Bruce Springsteen                     | Columbia Records                    | 27. März 2001      | Rock                                                            | Livealbum             |
| M-16                                | Sodom                                 | Steamhammer/SPV                     | 22. Oktober 2001   | Thrash Metal                                                    |                       |
| Message                             | Mongol800                             | High Wave, Tissue Freak             | 16. September 2001 | Punk                                                            |                       |
| Mutter                              | Rammstein                             | Motor Music                         | 2. April 2001      | Neue Deutsche Härte                                             |                       |
| Nation                              | Sepultura                             | Roadrunner Records                  | 20. März 2001      | Groove Metal                                                    |                       |
| Overground                          | Howard Riley                          | Emanem                              | 2001               | Neue Improvisationsmusik, Jazz                                  |                       |
| Poets and Madmen                    | Savatage                              | SPV/Steamhammer, Nuclear Blast (US) | 5. März 2001       | Heavy Metal, Progressive Metal                                  |                       |
| Rave In2 the Joy Fantastic          | Prince                                | NPG Records                         | 29. April 2001     | Contemporary R&B, Funk, Pop, Rock                               | Remixalbum            |
| Recorder                            | Echt                                  | Laughing Horse                      | 8. Oktober 2001    | Indie-Pop                                                       |                       |
| Reveal                              | R.E.M.                                | Warner Brothers                     | 14. Mai 2001       | Rock, Alternative Rock                                          |                       |
| Singleness                          | Howard Riley                          | Jazzprint                           | 2001               | Jazz, Neue Improvisationsmusik                                  |                       |
| Songs in A Minor                    | Alicia Keys                           | J Records                           | 12. Juni 2001      | Soul, R&B                                                       |                       |
| Sounding the Seventh Trumpet        | Avenged Sevenfold                     | Hopeless Records                    | 31. Januar 2001    | Heavy Metal, Hard Rock                                          |                       |
| Survivor                            | Destiny’s Child                       | Columbia                            | 1. Mai 2001        | R&B, Pop                                                        | Debütalbum            |
| Take Off Your Pants and Jacket      | Blink-182                             | MCA Records                         | 11. Juni 2001      | Pop-Punk                                                        |                       |
| Text und Ton                        | Clueso                                | Four Music                          | 30. April 2001     | Deutscher Hip-Hop, Reggae                                       |                       |
| The Crusher                         | Amon Amarth                           | Metal Blade Records                 | 8. Mai 2001        | Melodic Death Metal                                             |                       |
| The Rainbow Children                | Prince                                | NPG Records, Redline Entertainment  | 16. Oktober 2001   | Contemporary R&B, Funk, Jazz, Pop, Rock, Soul                   | Konzeptalbum          |
| The Very Best of Prince             | Prince                                | Rhino Records, Warner Bros. Records | 31. Juli 2001      | Contemporary R&B, Elektronische Tanzmusik, Funk, Pop, Rockmusik | Kompilation           |
| Toxicity                            | System of a Down                      | American Recordings, Columbia       | 27. August 2001    | Alternative Metal, Nu Metal                                     |                       |
| Unholy Terror                       | W.A.S.P.                              | Castle Communications               | 3. April 2001      | Heavy Metal                                                     |                       |
| Vaterland                           | Konstantin Wecker                     | BMG Globeart Musicon                | 2001               | Chanson, Liedermacher                                           |                       |
| Verlierer sehen anders aus          | Broilers                              | DSS Records                         | 30. April 2001     | Punkrock, Ska-Punk, Oi!-Punk                                    |                       |
| Violent Revolution                  | Kreator                               | Steamhammer/SPV                     | 24. September 2001 | Thrash Metal                                                    |                       |
| Wages of Sin                        | Arch Enemy                            | Century Media                       | 25. April 2001     | Melodic Death Metal                                             |                       |
| Wake Up and Smell the Coffee        | The Cranberries                       | MCA Records                         | 22. Oktober 2001   | Alternative Rock, Pop-Rock                                      |                       |

## Geboren

### Januar bis Juni
- 04. Januar: Lola Young, britische Singer-Songwriterin
- 20. Januar: Bodine Monet, niederländische Sängerin
- 25. Januar: Michela Pace, maltesische Sängerin
- 25. Januar: Annika Wickihalder, schwedische Sängerin
- 16. Februar: Filow, deutscher Webvideoproduzent und Musiker
- 12. März: Aljona Schwez, russische Singer-Songwriterin und Gitarristin
- 12. März: Anna Zak, israelische Sängerin und Schauspielerin
- 14. März: Adam Woods, schwedischer Sänger
- 26. März: Christoph Stocker, österreichischer Schauspieler und Musicaldarsteller
- 04. April: Pommelien Thijs, belgische Schauspielerin und Popsängerin
- 10. April: Noa Kirel, israelische Sängerin, Tänzerin und Schauspielerin
- 10. April: Angelina Mango, italienische Popsängerin
- 13. April: Christoph Preiß, deutscher Pianist, Organist und Kirchenmusiker
- 17. April: Ryujin, südkoreanische Rapperin
- 20. April: Lvbel C5, türkischer Rapper
- 29. April: Johannes Pietsch, österreichisch-philippinischer Sänger
- 02. Mai: Paula Hartmann, deutsche Schauspielerin und Sängerin
- 19. Mai: Breskvica, serbische Sängerin
- 21. Mai: Hannah Lena Rebel, österreichische Komponistin, Tänzerin, Choreographin, Autorin und Fellow der Royal Society of Arts (RSA)
- 27. Mai: Brunette, armenische Sängerin
- 31. Mai: Pharmacist, russischer Musikproduzent
- 18. Juni: Sampagne, deutscher Rapper
- 20. Juni: Nia Sioux, US-amerikanische Schauspielerin, Synchronsprecherin und Sängerin
- 23. Juni: Amber Patiño, US-amerikanische Schauspielerin und Sängerin

### Juli bis September
- 01. Juli: Dave Blunts, US-amerikanischer Rapper, Sänger und Songwriter
- 03. Juli: Gabriel Kelly, deutsch-irischer Musiker
- 30. Juli: Marlo Grosshardt, deutscher Musiker und Sänger
- 30. Juli: Destroy Lonely, US-amerikanischer Rapper und Singer-Songwriter
- 12. August: Dixie D’Amelio, US-amerikanische Sängerin und Influencerin
- 04. September: Froukje, niederländische Popmusikerin
- 08. September: Remo Forrer, Schweizer Sänger
- 16. September: Cris MJ, chilenischer Reggaeton-Sänger
- 19. September: Nikster, deutscher DJ und Produzent
- 04. Oktober: Moliy, ghanesisch-US-amerikanische Sängerin
- 08. Oktober: Huh Yunjin, US-amerikanische Sängerin, Songwriterin und Produzentin
- 22. Oktober: Esther McGregor, britische Schauspielerin, Model und Musikerin
- 22. Oktober: Jo Yu-ri, südkoreanische Schauspielerin und Sängerin
- 11. November: Valya Karnaval, russische Sängerin, Schauspielerin, Webvideoproduzentin und Vloggerin
- 14. November: Chloe Lang, US-amerikanische Schauspielerin und Tänzerin
- 05. Dezember: YG Marley, US-amerikanischer Singer-Songwriter
- 15. Dezember: Diljá Pétursdóttir, isländische Popsängerin
- 18. Dezember: Billie Eilish, US-amerikanische Singer-Songwriterin

### Genaues Geburtsdatum unbekannt
- Carla Ahad, deutsche Sängerin
- Contec, deutscher Techno-Produzent
- Dilla, deutsche Sängerin und Songwriterin
- E.R., deutscher christlicher Rapper und Songwriter
- Mind Destroyer, deutscher DJ und Musikproduzent
- Illia Ovcharenko, ukrainischer Pianist
- Moritz Renner, deutscher Jazzmusiker (Posaune, Komposition)
- Settembre, italienischer Popsänger
- Sidarta, griechischer Rapper, Sänger und Songwriter
- ThxSoMch, kanadischer Sänger und Songwriter
- Ursula Wienken, deutsch-polnische Jazzmusikerin (Bass, Komposition)

## Gestorben

### Januar
- 01. Januar: Alfredo Belusi, argentinischer Tangosänger (* 1925)
- 02. Januar: John Stratton, kanadischer Sänger, Musikhistoriker und -produzent (* 1931)
- 02. Januar: Jimmy Zámbó, ungarischer Popsänger (* 1958)
- 03. Januar: Manfred Heyl, deutscher Komponist (* 1908)
- 04. Januar: Les Brown, US-amerikanischer Arrangeur, Saxophonist und Big-Band-Leader (* 1912)
- 05. Januar: Ewald Schäfer, deutscher Musikpädagoge und Liedkomponist (* 1905)
- 07. Januar: James Carr, US-amerikanischer R&B- und Soulsänger (* 1942)
- 10. Januar: Arnold Kempkens, deutscher Komponist und Dirigent (* 1923)
- 10. Januar: Rolf Looser, Schweizer Cellist und Komponist (* 1920)
- 10. Januar: Bryan Gregory, US-amerikanischer Musiker (* 1955)
- 12. Januar: Luiz Bonfá, brasilianischer Komponist, Sänger und Gitarrist (* 1922)
- 12. Januar: Donald Kachamba, malawischer Musiker (Gitarrist, Flötist, Klarinette, Mundharmonika, Perkussion), Komponist und Bandleader (* 1953)
- 12. Januar: Johann Täubl, österreichischer Komponist und Musikpädagoge (* 1914)
- 13. Januar: Michael Cuccione, kanadischer Schauspieler, Musiker (* 1985)
- 13. Januar: Stan Freeman, US-amerikanischer Jazzpianist (Cembalo, Celesta), Arrangeur, Liedtexter, Komponist und Orchesterleiter (* 1920)
- 16. Januar: Gerhard Kronberg, ungarischer katholischer Komponist (* 1913)
- 17. Januar: Burkhard Meier, deutscher Musikpädagoge und Komponist (* 1943)
- 17. Januar: Norris Turney, US-amerikanischer Jazzmusiker (Alt- und Tenorsaxophon, Klarinette, Flöte) (* 1921)
- 19. Januar: Harry Oster, US-amerikanischer Musikethnologe (* 1923)
- 20. Januar: Nico Assumpção, brasilianischer Bassist (* 1954)
- 22. Januar: Jean-Pierre Catoul, belgischer Jazzgeiger (* 1963)
- 22. Januar: Philine Fischer, deutsche Opernsängerin (Sopran) (* 1919)
- 22. Januar: Markus Jenny, Schweizer evangelischer Theologe, Kirchenmusiker, Liturgiker, Hymnologe sowie Kirchenlieddichter (* 1924)
- 23. Januar: Lou Levy, US-amerikanischer Jazz-Musiker und Pianist (* 1928)
- 23. Januar: Jack McDuff, US-amerikanischer Jazz-Organist und Bandleader (* 1926)
- 24. Januar: Paul Ricci, US-amerikanischer Jazzmusiker (Saxophon, Klarinette, Jazzflöte) (* 1914)
- 27. Januar: Erich Kern, österreichischer Musiker (* 1935)
- 27. Januar: André Prévost, kanadischer Komponist (* 1934)
- 30. Januar: David Heneker, britischer Komponist und Textdichter (* 1906)
- 00. Januar: Philipp Sonntag, deutscher Militärmusiker (* vor 1939)

### Februar
- 01. Februar: Vinnie Burke, US-amerikanischer Jazzbassist (* 1921)
- 03. Februar: Bert Campbell, Schweizer Jazzmusiker (Piano, Orgel) und Orchesterleiter (* 1918)
- 03. Februar: Hajo Lange, deutscher Jazz- und Unterhaltungsmusiker (Kontrabass, E-Bass) (* 1935)
- 04. Februar: J. J. Johnson, US-amerikanischer Komponist und Jazzmusiker (Posaune, Komposition, Arrangement) (* 1924)
- 04. Februar: Raimo Kangro, estnischer Komponist (* 1949)
- 04. Februar: Horst H. Lange, deutscher Jazzautor (* 1924)
- 04. Februar: Tomás Rivera Morales, puerto-ricanischer Komponist, Cuatrospieler und Musikpädagoge (* 1927)
- 04. Februar: Iannis Xenakis, Komponist und Architekt griechischer Herkunft (* 1922)
- 06. Februar: Joe Menke, deutscher Musikproduzent und Schlagerkomponist (* 1925)
- 07. Februar: Dale Evans, US-amerikanische Schauspielerin und Sängerin (* 1912)
- 07. Februar: Günther-Eric Thöner, deutscher Musiker (* 1941)
- 08. Februar: Helmut Höngen, deutscher Chorleiter, Dirigent und Organist (* 1907)
- 08. Februar: Muborakscho Mirsoschojew, tadschikischer Sänger, Songwriter und Schauspieler (* 1961)
- 10. Februar: Georg Paskuda, deutscher Opernsänger (Tenor) (* 1926)
- 10. Februar: Buddy Tate, US-amerikanischer Jazz-Tenorsaxophonist und Klarinettist (* 1915)
- 12. Februar: Maria da Graça Amado da Cunha, portugiesische klassische Pianistin (* 1919)
- 13. Februar: Manuela, deutsche Schlagersängerin (* 1943)
- 13. Februar: Moses Taiwa Molelekwa, südafrikanischer Jazzpianist und Musikproduzent (* 1973)
- 13. Februar: George T. Simon, US-amerikanischer Jazz-Autor und Diskograph (* 1912)
- 14. Februar: Piero Umiliani, italienischer Filmmusikkomponist (* 1926)
- 15. Februar: Paul Létourneau, kanadischer Cellist und Musikpädagoge (* 1916)
- 16. Februar: Helen Vita, Schweizer Chansonsängerin, Schauspielerin und Kabarettistin (* 1928)
- 17. Februar: Debbie Dean, US-amerikanische Sängerin und Songwriterin (* 1928)
- 19. Februar: Theophilus Beckford, jamaikanischer Pianist (* 1935)
- 19. Februar: Liza ’N’ Eliaz, belgische DJ, Hardcore-Techno- und Gabber-Musikproduzentin sowie Labelinhaberin (* 1958)
- 19. Februar: Charles Trenet, französischer Sänger, Schauspieler, Komponist, Dichter und Maler (* 1913)
- 21. Februar: Ronnie Hilton, englischer Sänger (* 1926)
- 21. Februar: Malcolm Yelvington, US-amerikanischer Rockabilly- und Countrysänger (* 1918)
- 22. Februar: John Fahey, US-amerikanischer Fingerstyle-Gitarrist und -Komponist, Musikwissenschaftler und Musiklabel-Gründer (* 1939)
- 24. Februar: Edi Hornischer, deutscher Autor, Liedtexter, Humorist (* 1934)
- 25. Februar: Norbert Glanzberg, österreichisch-deutscher Komponist und Pianist (* 1910)
- 25. Februar: Paul Huber, Schweizer Komponist (* 1918)
- 25. Februar: Sigurd Rascher, deutsch-US-amerikanischer Saxophonist (* 1907)
- 25. Februar: Günther Weißenborn, deutscher Pianist, Liedbegleiter und Dirigent (* 1911)
- 27. Februar: Milton Barnes, kanadischer Jazzschlagzeuger, Komponist und Dirigent (* 1931)
- 27. Februar: Robert Pernet, belgischer Jazz-Schlagzeuger des Modern Jazz, Jazzhistoriker und Diskograph (* 1940)

### März
- 02. März: Lonnie Glosson, US-amerikanischer Old-Time- und Country-Musiker sowie Mundharmonika-Spieler (* 1908)
- 02. März: Erik Wiedemann, dänischer Jazz-Wissenschaftler und Jazzautor (* 1930)
- 07. März: Frankie Carle, US-amerikanischer Big-Band-Leader, Komponist und Pianist (* 1903)
- 07. März: Walter Pass, österreichischer Musikwissenschaftler (* 1942)
- 08. März: Frances Adaskin, kanadische Pianistin (* 1900)
- 08. März: Ursula Brömme, deutsche Sängerin (Alt, Sopran) und Musikpädagogin (* 1931)
- 08. März: Albert Vogler, deutscher Opernsänger (Bass) (* 1919)
- 10. März: Massimo Morsello, italienischer Sänger und Komponist, Politiker (* 1958)
- 11. März: Heinz Lohmann, deutscher Organist, Herausgeber und Komponist (* 1934)
- 12. März: Charles Dobias, kanadischer Geiger (* 1914)
- 15. März: Sepp Huter, österreichischer Kapellmeister und Komponist (* 1929)
- 18. März: Kurt Muthspiel, österreichischer Chorerzieher und Komponist (* 1931)
- 18. März: Rupert Nurse, trinidadischer Jazz- und Unterhaltungsmusiker (Kontrabass, Piano, Saxophon, Arrangements) (* 1910)
- 18. März: John Phillips, US-amerikanischer Musiker und Komponist (* 1935)
- 18. März: Bernd Rabe, deutscher Jazzmusiker (Altsaxophon, Klarinette) (* 1927)
- 21. März: Ovidiu Bădilă, rumänischer Kontrabassist (* 1962)
- 21. März: Jay Cameron, US-amerikanischer Jazz-Altsaxophonist und Baritonsaxophonist (* 1928)
- 23. März: Sy Mann, US-amerikanischer Jazz- und Unterhaltungsmusiker (Piano, Arrangement, Komposition, Keyboards) (* 1920)
- 24. März: Alma Weiss, deutsch-amerikanische Pianistin und Überlebende der NS-Judenverfolgung (* 1907)
- 26. März: Fredy Reyna, venezolanischer Cuatrospieler und Musikpädagoge (* 1917)
- 28. März: Moe Koffman, kanadischer Jazzmusiker (Flöte, Sopran-, Alt- und Tenorsaxophon, Klarinette) (* 1928)
- 29. März: Milton Batiste, US-amerikanischer Jazzmusiker (Trompete, Flügelhorn, Gesang, Tamburin) und Bandleader (* 1934)
- 29. März: Jeanette Kimball, US-amerikanische Jazzpianistin und -sängerin (* 1906)
- 29. März: John Lewis, US-amerikanischer Jazz-Musiker (Pianist und Komponist) (* 1920)
- 29. März: Billy Sanders, britischer Rock-’n’-Roll- und Schlagersänger (* 1934)
- 31. März: Márta Záray, ungarische Sängerin (* 1926)

### April
- 01. April: Trịnh Công Sơn, vietnamesischer Komponist, Poet und Maler (* 1939)
- 03. April: Big Daddy Kinsey, US-amerikanischer Bluesgitarrist, Mundharmonikaspieler und Sänger (* 1927)
- 03. April: Butch Moore, irischer Sänger (* 1938)
- 04. April: Charles Pettigrew, US-amerikanischer Sänger (* 1964)
- 05. April: Alfred Gundacker, österreichischer Komponist, Musiker und Pädagoge (* 1918)
- 05. April: Sonya Hedenbratt, schwedische Sängerin und Schauspielerin (* 1931)
- 06. April: Mick Franke, deutscher Musiker (* 1955)
- 06. April: Jewgeni Malinin, russischer Pianist und Musikpädagoge (* 1930)
- 07. April: Wolfgang Zorn, deutscher Pädagoge, Kirchenlieddichter und -übersetzer (* 1929)
- 08. April: Amadu Bansang Jobarteh, gambischer Musiker (* um 1915)
- 08. April: Marguerite Viby, dänische Schauspielerin und Sängerin (* 1909)
- 09. April: Graziella Sciutti, italienische Opernsängerin (Sopran) (* 1927)
- 10. April: Louise André, kanadische Sängerin und Gesangslehrerin (* 1913)
- 11. April: Sandy Bull, US-amerikanischer Musiker (* 1941)
- 11. April: Tommy Mercer, US-amerikanischer Crooner (* 1923 oder 1924)
- 11. April: Harry Secombe, britischer Schauspieler und Sänger (* 1921)
- 11. April: Joe Viola, US-amerikanischer Jazzsaxophonist und -oboist (* 1920)
- 12. April: Alberto Erede, italienischer Dirigent (* 1909)
- 15. April: Joey Ramone, US-amerikanischer Musiker (* 1951)
- 15. April: Alberto Rey, chilenischer Harfenist (* 1915)
- 16. April: Peter Maag, Schweizer Dirigent (* 1919)
- 18. April: Billy Mitchell, US-amerikanischer Jazz-Saxophonist (* 1926)
- 19. April: Egon Kraus, deutscher Musikpädagoge (* 1912)
- 19. April: Edith Picht-Axenfeld, deutsche Cembalistin, Pianistin, Organistin und Klavierdidaktikerin (* 1914)
- 20. April: Smith Dobson, US-amerikanischer Jazzpianist, Sänger und Arrangeur (* 1947)
- 20. April: Irène Joachim, französische Opernsängerin (Sopran) (* 1913)
- 20. April: Hans-Georg Lotz, deutscher Komponist (* 1934)
- 20. April: Karl-Josef Müller, deutscher Komponist und Musikwissenschaftler (* 1937)
- 20. April: Giuseppe Sinopoli, italienischer Dirigent und Komponist (* 1946)
- 22. April: Ludvig Nielsen, norwegischer Organist und Komponist (* 1906)
- 22. April: Robert Starer, österreichisch-US-amerikanischer Komponist und Pianist (* 1924)
- 24. April: Al Hibbler, US-amerikanischer Pop- und Rhythm-and-Blues-Sänger (* 1915)
- 27. April: Ernie Graham, nordirischer Sänger und Gitarrist (* 1946)
- 28. April: Evelyn Künneke, deutsche Swing- und Schlager-Sängerin, Schauspielerin und Tänzerin (* 1921)
- 29. April: Hartwig Bartz, deutscher Jazzschlagzeuger (* 1936)
- 29. April: Laurel Watson, US-amerikanische Blues- und Jazzsängerin (* 1911)

### Mai
- 02. Mai: Curtis Johnson, US-amerikanischer Rockabilly-Musiker (* 1934)
- 03. Mai: Helmuth Herold, deutscher Interpret und Lehrmeister der Mundharmonika (* 1928)
- 03. Mai: Billy Higgins, US-amerikanischer Jazz-Schlagzeuger (* 1936)
- 04. Mai: Vaska Ilieva, mazedonische Folk-Sängerin (* 1923)
- 04. Mai: Rudolf Kassühlke, deutscher baptistischer Geistlicher, Missionar, Kirchenlieddichter und Bibelübersetzer (* 1930)
- 05. Mai: Boozoo Chavis, US-amerikanischer Zydeco-Musiker (* 1930)
- 05. Mai: Wolfgang Perschmann, deutscher Chorleiter, Organist, Dirigent, Autor und Dozent (* 1912)
- 07. Mai: Edwin Finckel, US-amerikanischer Jazzpianist, Komponist und Arrangeur (* 1917)
- 07. Mai: Elisabeth Reichelt, deutsche Opernsängerin (Koloratursopran) (* 1910)
- 11. Mai: Freddie Burretti, britischer Sänger und Modedesigner (* 1951)
- 12. Mai: Perry Como, US-amerikanischer Sänger, Schauspieler und Entertainer (* 1912)
- 13. Mai: Eddra Gale, US-amerikanische Schauspielerin und Sängerin (* 1921)
- 16. Mai: Prince Ital Joe, US-amerikanischer Reggae-Musiker (* 1963)
- 17. Mai: Ikuma Dan, japanischer Komponist klassischer Musik und Essayist (* 1924)
- 19. Mai: Eliza Hansen, deutsche Klavierpädagogin, Pianistin und Cembalistin (* 1909)
- 19. Mai: Hans Mayer, deutscher Literaturwissenschaftler, Kritiker, Schriftsteller und Musikwissenschaftler (* 1907)
- 19. Mai: Susannah McCorkle, US-amerikanische Jazzsängerin (* 1946)
- 19. Mai: Herbert Rafflenbeul, deutscher Organist und Chorleiter (* 1913)
- 20. Mai: Renato Carosone, italienischer Sänger und Entertainer (* 1920)
- 21. Mai: Hiromasa Suzuki, japanischer Fusion- und Jazzmusiker (Piano, Keyboards, Synthesizer, E-Piano, Komposition, Arrangement), Filmkomponist (* 1940)
- 21. Mai: Fritz Uhl, österreichischer Opernsänger (Tenor) (* 1928)
- 22. Mai: Lorez Alexandria, US-amerikanische Gospel- und Jazzsängerin (* 1929)
- 24. Mai: Jo Ann Greer, US-amerikanische Sängerin (* 1927)
- 24. Mai: Karl Kögler, österreichischer Komponist und Lehrer (* 1918)
- 24. Mai: Wladimir Petrowitsch Resizki, russischer Altsaxophonist, Bandleader und Komponist (* 1944)
- 27. Mai: Helen Oakley Dance, kanadische Jazz-Journalistin, Jazz-Historikerin und Produzentin (* 1913)
- 27. Mai: Gilles Lefebvre, kanadischer Geiger (* 1922)
- 27. Mai: Wilfried Mann, deutscher Sänger (Bassbariton) (* 1931)
- 27. Mai: Glauco Masetti, italienischer Jazzmusiker (Alt-, Tenor- und Sopransaxophon, Klarinette) (* 1922)
- 28. Mai: Tony Ashton, britischer Rocksänger und -keyboarder (* 1946)
- 28. Mai: Francis Bebey, kamerunisch-französischer Musiker und Schriftsteller (* 1929)
- 30. Mai: Nikolai Sergejewitsch Korndorf, sowjetisch-kanadischer Musikwissenschaftler, klassischer Komponist (* 1947)
- 00. Mai: Ingrid Braut, deutsche Sängerin sowie Theater- und Filmschauspielerin (* 1926)

### Juni
- 01. Juni: Roger Albin, französischer Violoncellist, Dirigent, Komponist und Musikpädagoge (* 1920)
- 03. Juni: Tibor Ehlers, deutscher Schullehrer und Musikinstrumentenbauer (* 1917)
- 04. Juni: John Hartford, US-amerikanischer Country-Sänger und Songwriter (* 1937)
- 04. Juni: Felicitas Kukuck, deutsche Komponistin (* 1914)
- 06. Juni: Douglas Lilburn, neuseeländischer Komponist (* 1915)
- 07. Juni: Carole Fredericks, US-amerikanische Sängerin (* 1952)
- 11. Juni: Amalia Mendoza, mexikanische Sängerin und Schauspielerin (* 1923)
- 13. Juni: Ken McIntyre, US-amerikanischer Jazzmusiker (Altsaxophon, Klarinette, Oboe, Bassklarinette, Klavier, Flöte), Komponist, Arrangeur, Bandleader sowie Hochschullehrer (* 1931)
- 13. Juni: Siegfried Naumann, schwedischer Komponist (* 1919)
- 14. Juni: Tibor Andrašovan, slowakischer Komponist, Dirigent und Musikpädagoge (* 1917)
- 14. Juni: Günter Birkner, Schweizer Musikwissenschaftler (* 1925)
- 14. Juni: Mati Kuulberg, estnischer Komponist, Geiger und Musikpädagoge (* 1947)
- 15. Juni: Joe Carter, US-amerikanischer Blues-Gitarrist und Sänger (* 1927)
- 15. Juni: Julius Juzeliūnas, litauischer Komponist und Musikpädagoge (* 1916)
- 16. Juni: Vincent Šikula, slowakischer Dichter, Schriftsteller, Kinder- und Jugendbuchautor, Publizist, Dramaturg und Musiker (* 1936)
- 18. Juni: Rupert Fischer, deutscher Ordensgeistlicher (Benediktiner) und Musikwissenschaftler (* 1939)
- 18. Juni: Davor Popović, bosnischer Sänger (* 1946)
- 19. Juni: Lindsay L. Cooper, britischer Bassist, Cellist und Tubist (* 1940)
- 20. Juni: Ernest Bour, französischer Dirigent (* 1913)
- 20. Juni: Harold McKinney, US-amerikanischer Jazz-Pianist, Bandleader und Musikpädagoge (* 1928)
- 21. Juni: John Lee Hooker, US-amerikanischer Bluessänger, Songwriter und Gitarrist (* 1917)
- 26. Juni: Gina Cigna, italienisch-französische Opernsängerin (Sopran) und Gesangslehrerin (* 1900)
- 27. Juni: Mustafa El Akri, marokkanischer Musiker und Sänger (* 1965)
- 27. Juni: Chico O’Farrill, US-amerikanischer Musiker, Arrangeur und Komponist (* 1921)
- 27. Juni: Albert Viau, kanadischer Sänger (Bariton), Komponist und Musikpädagoge (* 1910)
- 28. Juni: Václav Zahradník, tschechischer Dirigent, Komponist und Arrangeur (* 1942)
- 30. Juni: Chet Atkins, US-amerikanischer Gitarrist, Country-Musiker und Schallplattenproduzent (* 1924)
- 30. Juni: Joe Henderson, US-amerikanischer Jazzmusiker (Tenorsaxophonist) (* 1937)
- 00. Juni: Ali Hassan Kuban, nubischer Sänger, Komponist und Bandleader (* 1929 oder 1933)

### Juli
- 01. Juli: Halina Czerny-Stefańska, polnische Pianistin (* 1922)
- 03. Juli: Delia Derbyshire, britische Komponistin, Musikerin und Produzentin (* 1937)
- 03. Juli: Roy Nichols, US-amerikanischer Country-Musiker (* 1932)
- 03. Juli: Johnny Russell, US-amerikanischer Country-Musiker und Songwriter (* 1940)
- 03. Juli: Paolo Silveri, italienischer Opernsänger (Bariton) und Gesangspädagoge (* 1913)
- 05. Juli: Ernie K-Doe, US-amerikanischer Sänger (* 1936)
- 05. Juli: Werner Scharfenberger, deutscher Schlagerkomponist, Dirigent und Arrangeur (* 1925)
- 07. Juli: Fred Neil, US-amerikanischer Folk- und Bluessänger und Songschreiber (* 1936)
- 11. Juli: Herman Brood, niederländischer Blues- und Rockmusiker, Maler, Schauspieler und Lyriker (* 1946)
- 11. Juli: Salamat Ali Khan, pakistanischer klassischer Sänger (* 1934)
- 12. Juli: James Bernard, britischer Drehbuchautor und Filmkomponist (* 1925)
- 15. Juli: Marie-Brigitte Gauthier-Chaufour, französische Komponistin (* 1928)
- 15. Juli: Rudi Knabl, bayerischer Zithervirtuose (* 1912)
- 16. Juli: Pierre Pidoux, Schweizer evangelischer Kirchenmusiker und Musikwissenschaftler (* 1905)
- 17. Juli: Abel Carlevaro, uruguayischer Komponist und Gitarrist (* 1916)
- 18. Juli: Mimi Fariña, Sängerin, Liedermacherin und Aktivistin (* 1945)
- 19. Juli: Miguel Ablóniz, italienischer Gitarrist, Pädagoge und Komponist (* 1917)
- 20. Juli: Eva Busch, deutsche Sängerin und Kabarettistin (* 1912)
- 20. Juli: Milt Gabler, US-amerikanischer Jazzproduzent (* 1911)
- 20. Juli: Werner Haentjes, deutscher Komponist und Dirigent (* 1923)
- 21. Juli: Steve Barton, US-amerikanischer Schauspieler, Sänger, Tänzer, Musicaldarsteller, Choreograf, Regisseur und Lehrer (* 1954)
- 21. Juli: Oscar Cardozo Ocampo, argentinischer Arrangeur, Pianist und Komponist (* 1942)
- 21. Juli: Hans Peter Mebold, deutscher Orgelbauer (* 1942)
- 21. Juli: Napoleon Strickland, US-amerikanischer Bluesmusiker, Songwriter und Sänger (* 1919)
- 22. Juli: Dioris Valladares, puerto-ricanischer Komponist, Arrangeur, Sänger, Bandleader, Gitarrist und Perkussionist (* 1916)
- 23. Juli: Tadao Hayashi, japanischer Jazzmusiker (Harfe) (* 1938 oder 1939)
- 26. Juli: Helmut Brandt, deutscher Jazzmusiker (Bariton- und Tenorsaxophonist, Komponist und Arrangeur) (* 1931)
- 27. Juli: Peter Gradenwitz, deutsch-israelischer Musikwissenschaftler und Komponist (* 1910)
- 27. Juli: Harold Land, US-amerikanischer Jazz-Tenorsaxophonist und Komponist (* 1928)
- 27. Juli: Leon Wilkeson, US-amerikanischer Bassist (* 1952)
- 28. Juli: Johnny Bernero, US-amerikanischer Rockabilly-Musiker und Schlagzeuger (* 1931)

### August
- 03. August: Stefan Rachoń, polnischer Geiger und Dirigent (* 1906)
- 06. August: Daniel Eggers, deutscher neonazistischer Liedermacher (* 1975)
- 07. August: Larry Adler, US-amerikanischer Mundharmonikaspieler und Autor (* 1914)
- 07. August: Ernest Warburton, britischer Musikwissenschaftler (* 1937)
- 10. August: Elsa Cavelti, Schweizer Sängerin (Alt, Mezzosopran) und Gesangspädagogin (* 1907)
- 10. August: Werner Pirchner, österreichischer Jazzmusiker, Komponist, Dichter und Zeichner (* 1940)
- 11. August: Bob Harris, US-amerikanischer Jazzpianist, Keyboarder und Arrangeur (* 1943)
- 16. August: Art Drelinger, US-amerikanischer Jazz- und Unterhaltungsmusiker (Alt- und Tenorsaxophon, Klarinette, Flöte, Fagott) (* 1915)
- 17. August: Flip Phillips, amerikanischer Jazz-Tenorsaxophonist und Klarinettist (* 1915)
- 18. August: Roland Cardon, belgischer Musiker, Komponist, Musikpädagoge und Dirigent (* 1929)
- 18. August: Jack Elliott, US-amerikanischer Jazzpianist, Komponist und Arrangeur (* 1927)
- 19. August: Chuck Murphy, US-amerikanischer Country- und Rockabilly-Musiker (* 1922)
- 19. August: Betty Everett, afroamerikanische Soulsängerin (* 1939)
- 19. August: Jose Madera, US-amerikanischer Jazzmusiker (Saxophon, Arrangement) (* 1911)
- 20. August: Sylvia Millecam, niederländische Schauspielerin, Sängerin und Fernsehmoderatorin (* 1956)
- 22. August: Olaf Koch, deutscher Dirigent und Hochschullehrer (* 1932)
- 22. August: Kurt Reimann, deutscher Opernsänger (Tenor) und Schauspieler (* 1913)
- 23. August: Frank Emilio Flynn, kubanischer Pianist (* 1921)
- 24. August: Roman Matsov, estnischer Dirigent und Violinist (* 1917)
- 25. August: Aaliyah, US-amerikanische R&B-Sängerin und Schauspielerin (* 1979)
- 25. August: Philippe Léotard, französischer Schauspieler und Sänger (* 1940)
- 27. August: Cal Collins, US-amerikanischer Jazzgitarrist (* 1933)
- 27. August: Witold Krzemieński, polnischer Komponist, Dirigent und Musikpädagoge (* 1909)
- 27. August: Franz Nauber, deutscher Hornist (* 1911)
- 28. August: Bobby Martin, US-amerikanischer Jazztrompeter und Bandleader (* 1903)

### September
- 01. September: Sylvester Austin, US-amerikanischer Tenorsaxophonist (* 1929)
- 01. September: Josif Weinstein, russischer Bigband-Leader (* 1918)
- 02. September: Jay Migliori, US-amerikanischer Jazz- und Studiomusiker (Tenor- und Baritonsaxophon, Klarinette, Flöte) (* 1930)
- 03. September: Dave Myers, US-amerikanischer Bluesmusiker (Gitarre, Bass) (* 1926)
- 05. September: Gerhard Graul, deutscher Komponist und Lehrer (* 1919)
- 06. September: Carl Crack, deutscher Digital Hardcore-Musiker (* 1971)
- 10. September: DJ Uncle Al, US-amerikanischer Discjockey (* 1969)
- 12. September: Horst Sannemüller, deutscher Violinist und Konzertmeister (* 1918)
- 14. September: Stelios Kazantzidis, griechischer Sänger (* 1931)
- 15. September: Roland Leduc, kanadischer Cellist, Dirigent und Musikpädagoge (* 1907)
- 17. September: Richard Hite, US-amerikanischer Bluesmusiker (* 1951)
- 18. September: Francine Cockenpot, französische Komponistin und Autorin (* 1918)
- 18. September: Hank Levy, US-amerikanischer Komponist und Baritonsaxophonist (* 1927)
- 22. September: Isaac Stern, ukrainischer Violinist (* 1920)
- 23. September: Elton Hayes, britischer Sänger und Schauspieler (* 1915)
- 24. September: Rudolf Eller, deutscher Musikwissenschaftler und Hochschullehrer (* 1914)
- 25. September: Howie Mann, US-amerikanischer Jazz-Schlagzeuger, Bandleader und Musikpädagoge (* 1927)
- 26. September: Pierre Abbink Spaink, niederländischer Komponist und Musikpädagoge (* 1931)
- 28. September: Marty Holmes, US-amerikanischer Saxophonist, Arrangeur und Komponist (* um 1925)
- 29. September: Helmut Roloff, deutscher Pianist und Hochschullehrer (* 1912)
- 29. September: Alfred Signer, Schweizer Musiker, Komponist und Dirigent (* 1917)
- 30. September: Juri Michailowitsch Alexandrow, russischer Komponist und Journalist (* 1914)

### Oktober
- 02. Oktober: Manny Albam, dominikanischer Jazz-Baritonsaxophonist, Bandleader, Komponist, Arrangeur und Musikpädagoge (* 1922)
- 02. Oktober: Franz Biebl, deutscher Komponist (Chormusik) (* 1906)
- 02. Oktober: Məmməd Quliyev, sowjetisch-aserbaidschanischer Komponist (* 1936)
- 03. Oktober: Nils Schiørring, dänischer Musikwissenschaftler (* 1910)
- 04. Oktober: Les Anderson, US-amerikanischer Country-Musiker (* 1921)
- 04. Oktober: John Collins, US-amerikanischer Jazzgitarrist (* 1913)
- 04. Oktober: Al Ham, US-amerikanischer Komponist, Musiker und Arrangeur (* 1925)
- 05. Oktober: Ivan Hrušovský, slowakischer Komponist, Musikwissenschaftler und Musikpädagoge (* 1927)
- 05. Oktober: Jurgis Karnavičius senior, litauischer Pianist, Musikpädagoge und Hochschullehrer (* 1912)
- 05. Oktober: Zoltán Székely, ungarischer Violinist und Komponist (* 1903)
- 06. Oktober: Miguel Bonano, argentinischer Bandoneonist, Bandleader und Tangokomponist (* 1907)
- 07. Oktober: Jimmie Logsdon, US-amerikanischer Country- und Rockabilly-Musiker (* 1922)
- 09. Oktober: Judita Čeřovská, deutsch-tschechische Pop- und Chansonsängerin (* 1929)
- 10. Oktober: Luis Antonio García Navarro, spanischer Dirigent (* 1941)
- 11. Oktober: Nada Mamula, jugoslawische Sängerin (* 1927)
- 11. Oktober: Billy Maxted, US-amerikanischer Jazzpianist und Arrangeur (* 1917)
- 11. Oktober: Frank Spedding, britischer Komponist und Musiktheoretiker (* 1929)
- 12. Oktober: Jay Humeston, US-amerikanischer Cellist (* 1944)
- 12. Oktober: Witold Szalonek, polnischer Komponist und Hochschullehrer (* 1927)
- 13. Oktober: Anselmo Grau, uruguayischer Musiker und Radiomoderator (* 1930)
- 13. Oktober: Hermann Kloss, deutscher Orgelbauer (* 1931)
- 13. Oktober: Raoul Kraushaar, US-amerikanischer Komponist (* 1908)
- 15. Oktober: Jean Laurent, belgischer Violinist und Musikpädagoge (* 1909)
- 15. Oktober: Heinrich Josef Leuthold, Schweizer Komponist und Dirigent (* 1910)
- 16. Oktober: Etta Jones, US-amerikanische Jazzsängerin (* 1928)
- 17. Oktober: Jay Livingston, US-amerikanischer Komponist (* 1915)
- 18. Oktober: Earl Aycock, US-amerikanischer Country- und Rockabilly-Musiker sowie DJ (* 1930)
- 18. Oktober: János Kulka, ungarischer Dirigent und Komponist (* 1929)
- 18. Oktober: Micheline Ostermeyer, französische Leichtathletin und Pianistin (* 1922)
- 18. Oktober: Maurice Solway, kanadischer Geiger, Musikpädagoge und Komponist (* 1906)
- 18. Oktober: Beatrice Waghalter, deutsch-US-amerikanische Sängerin (Sopran) und Geschäftsfrau (* 1913)
- 21. Oktober: Newell Oler, US-amerikanischer Pianist (* 1934)
- 22. Oktober: Cliff Adams, britischer Orchesterleiter, Sänger und Radiomoderator (* 1923)
- 23. Oktober: Tom Baker, australisch-US-amerikanischer Jazzmusiker (Trompete, Saxophon, Klarinette, Basstuba, Posaune) (* 1952)
- 23. Oktober: Udo Hirsch, deutscher Jazzpianist (* 1933)
- 23. Oktober: Joachim Werzlau, deutscher Komponist (* 1913)
- 24. Oktober: Kim Gardner, englischer Rockmusiker (* 1948)
- 26. Oktober: Alois Forer, österreichischer Organist und Hochschullehrer (* 1909)
- 26. Oktober: Gerhard Wohlgemuth, deutscher Komponist und Lektor (* 1920)
- 29. Oktober: Spike Robinson, US-amerikanischer Elektroingenieur und Jazzmusiker (Tenorsaxophonist) (* 1930)
- 30. Oktober: Matsudaira Yoritsune, japanischer Komponist (* 1907)
- 30. Oktober: Harri Otsa, estnischer Komponist (* 1926)
- 31. Oktober: Lily Greenham, österreichisch-britische Op-Art-Künstlerin, Performerin, Komponistin (* 1924)
- 31. Oktober: Bill Le Sage, britischer Jazzpianist, -vibraphonist, Arrangeur und Komponist (* 1927)

### November
- 02. November: Fini Busch, deutsche Schlagertexterin (* 1928)
- 02. November: Buddy Starcher, US-amerikanischer Country-Musiker (* 1906)
- 02. November: Margrit Weber, Schweizer Pianistin (* 1924)
- 11. November: Volker Handloik, deutscher Journalist, Kriegsberichterstatter und Musiker (* 1961)
- 11. November: Tony Miranda, US-amerikanischer Hornist (* 1919)
- 12. November: Albert Hague, deutsch-US-amerikanischer Musical-Komponist und Schauspieler (* 1920)
- 13. November: Marius Flothuis, niederländischer Komponist, Musikwissenschaftler und Musikkritiker (* 1914)
- 13. November: Panama Francis, US-amerikanischer Jazzschlagzeuger und Studiomusiker (* 1918)
- 13. November: Lonzo, deutscher Musiker (* 1952)
- 13. November: Babik Reinhardt, französischer Gitarrist des Gypsy-Jazz (* 1944)
- 14. November: Martha Jean-Claude, haitianisch-kubanische Autorin, Bürgerrechtsaktivistin, Sängerin und Komponistin (* 1919)
- 15. November: Bienvenido Bustamante López, dominikanischer Klarinettist und Komponist (* 1923)
- 16. November: Rosemary Brown, englisches Musikmedium (* 1916)
- 16. November: Tommy Flanagan, US-amerikanischer Jazzpianist (* 1930)
- 17. November: Jerry Jerome, US-amerikanischer Jazzmusiker (Klarinette, Altsaxophon, Tenorsaxophon) und Musikproduzent (* 1912)
- 17. November: Michael Karoli, deutscher Musiker und Komponist (* 1948)
- 20. November: Franco Gulli, italienischer Geiger und Musikpädagoge (* 1926)
- 20. November: Søren Sørensen, dänischer Cembalist, Organist, Musikwissenschaftler und Hochschullehrer (* 1920)
- 21. November: Ralph Burns, US-amerikanischer Komponist, Arrangeur, Bandleader und Jazzpianist (* 1922)
- 21. November: André Smit, niederländischer Jazz- und Unterhaltungsmusiker (Posaune, Arrangement) (* 1916)
- 22. November: Norman Granz, US-amerikanischer Jazz-Impresario und -produzent (* 1918)
- 24. November: Hans Grüß, deutscher Musikwissenschaftler und Ensembleleiter (* 1929)
- 24. November: Robert Helps, US-amerikanischer Pianist und Komponist (* 1928)
- 24. November: Maria Serrano Serrano, spanisch-deutsche Sängerin, Tänzerin, Model und Krankenschwester (* 1973)
- 24. November: Melanie Thornton, US-amerikanische Pop-, R&B- und Dance-Sängerin (* 1967)
- 25. November: Robert Didion, deutscher Musikwissenschaftler, Bibliothekar und Opernforscher (* 1956)
- 26. November: Margot Dias, portugiesische Musikerin, autodidaktische Ethnologin und Dokumentarfilmerin (* 1908)
- 26. November: Kerstin Thieme, deutsche Komponistin, Kompositionslehrerin, Musikpädagogin und Musikschriftenautorin (* 1909)
- 26. November: Grete von Zieritz, österreichisch-deutsche Komponistin, Pianistin und Musikpädagogin (* 1899)
- 29. November: Jan van Beekum, niederländischer Komponist und Dirigent (* 1918)
- 29. November: George Harrison, britischer Musiker und Komponist (* 1943)
- 30. November: Homer Sherrill, US-amerikanischer Old-Time-Musiker (* 1915)

### Dezember
- 03. Dezember: Dee Barton, US-amerikanischer Jazzmusiker (Posaune, Schlagzeug), Arrangeur und Filmkomponist (* 1937)
- 03. Dezember: Grady Martin, US-amerikanischer Country- und Rockabilly-Gitarrist (* 1929)
- 03. Dezember: Horst Winter, deutsch-österreichischer Musiker (* 1914)
- 04. Dezember: Peter Freiheit, deutscher Komponist, Violoncellist und Pianist (* 1940)
- 04. Dezember: Hans Schicker, deutscher Geigenbauer (* 1924)
- 06. Dezember: Christian Bellest, französischer Jazzmusiker (Trompete, Arrangement) und Autor, Unterhaltungsmusiker (* 1922)
- 07. Dezember: Marie-Thérèse Chailley, französische Bratschistin und Musikpädagogin (* 1921)
- 09. Dezember: Max Martin Stein, deutscher Pianist und Musikpädagoge (* 1911)
- 10. Dezember: Heinz Rögner, deutscher Opern- und Konzertdirigent (* 1929)
- 13. Dezember: Elsbeth Plehn, deutsche Sängerin (Alt) und Gesangspädagogin (* 1922)
- 13. Dezember: Chuck Schuldiner, US-amerikanischer Gitarrist und Sänger (* 1967)
- 13. Dezember: Herbie Spanier, kanadischer Jazzmusiker (Trompete, Flügelhorn, Piano, Komposition) (* 1928)
- 14. Dezember: Conte Candoli, US-amerikanischer Jazztrompeter (* 1927)
- 15. Dezember: Bianca Halstead, US-amerikanische Punkmusikerin (* 1965)
- 15. Dezember: Rufus Thomas, US-amerikanischer Blues- und Soulsänger, Radiomoderator, Entertainer und Talentscout (* 1917)
- 16. Dezember: Stuart Adamson, britischer Musiker (* 1958)
- 17. Dezember: Martha Mödl, deutsche Opernsängerin (Mezzosopran, dramatischer Sopran) und Kammersängerin (* 1912)
- 17. Dezember: Dick Oxtot, US-amerikanischer Jazzmusiker (Kornett, Banjo, Kontrabass, Tuba, Gesang), Bandleader (* 1918)
- 18. Dezember: Gilbert Bécaud, französischer Chansonnier (* 1927)
- 18. Dezember: Marcel Mule, französischer Saxophonist und Komponist (* 1901)
- 19. Dezember: Christine Kittrell, US-amerikanische Rhythm-&-Blues-Sängerin (* 1929)
- 22. Dezember: Grzegorz Ciechowski, polnischer Rockmusiker und Filmkomponist (* 1957)
- 22. Dezember: Angèle Durand, belgische Sängerin und Schauspielerin (* 1925)
- 22. Dezember: Lance Loud, US-amerikanischer Musiker, Schauspieler und Journalist (* 1951)
- 22. Dezember: Alberta Rommel, deutsche Musikpädagogin und Schriftstellerin (* 1912)
- 22. Dezember: Gene Taylor, US-amerikanischer Jazzbassist (* 1929)
- 22. Dezember: Derry Wilkie, englischer Musiker (* 1941)
- 26. Dezember: Nico Bunink, niederländischer Jazzpianist (* 1936)
- 26. Dezember: Edward Downes, US-amerikanischer Musikwissenschaftler, Musikkritiker und Musikpädagoge (* 1911)
- 28. Dezember: Rudolf Fochler, österreichischer Redakteur, Moderator, Pädagoge, Musiker und Volkskundler (* 1914)
- 29. Dezember: Takashi Asahina, japanischer Dirigent (* 1908)
- 29. Dezember: Cássia Eller, brasilianische Sängerin (* 1962)
- 29. Dezember: Florian Fricke, deutscher Pianist, Organist und Elektronikmusik-Pionier (* 1944)
- 29. Dezember: Klaus Nowodworski, deutscher Rock- und Soulsänger (* 1940)
- 30. Dezember: Peter Albert, deutscher Schlagersänger, Komponist und Texter (* 1946)
- 30. Dezember: Ralph Sutton, US-amerikanischer Dixieland-Jazzpianist (* 1922)

### Genaues Todesdatum unbekannt
- Rahim Bakhsh, afghanischer Sänger und Musiker (* 1921)
- Hans Joachim Barth, deutscher Kirchenmusiker, Autor und Komponist (* 1927)
- Ursula Borsodi, ungarisch-deutsche Sängerin und Schauspielerin (* 1924)
- Howard Brown, kanadischer Pianist, Cembalist und Musikpädagoge (* 1920)
- Marie Ducrot, französische Organistin (* 1919)
- Pierre Gossez, französischer Jazz-, Unterhaltungs- und Studiomusiker (Saxophon, Klarinette) (* 1928)
- Herbert Pepper, französischer Musikethnologe und Komponist (* 1912)
- Heinz Peters, deutscher Opernsänger (Bass) und Opernregisseur (* 1926)
- Raúl Planas, kubanischer Son-Sänger (* 1925)
- Vern Pullens, US-amerikanischer Country- und Rockabilly-Musiker (* um 1929)
- Werner Schöniger, deutscher Dirigent und Generalmusikdirektor (* 1913)
- Cees Smal, niederländischer Jazzmusiker (Posaune, Trompete, Horn, Altsaxophon, Klarinette, Klavier), Komponist und Arrangeur (* 1927)
- Günter Sonneborn, deutscher Komponist, Musikproduzent und Musikbearbeiter (* 1921)
- Harry Thumann, deutscher Musiker (* 1952)
- Kyra Vayne, russische Opernsängerin (Sopran) (* 1916)